# Championnat de Hongrie de football 2003-2004
Navigation
Saison précédente Saison suivante
La saison 2003-2004 du Championnat de Hongrie de football est la 104e édition du championnat de première division en Hongrie. Les douze meilleurs clubs du pays sont regroupés au sein d'une poule unique, où ils s'affrontent deux fois au cours de la saison, à domicile et à l'extérieur. À l'issue de cette première phase, les 6 premiers disputent la poule pour le titre, les 6 derniers la poule de relégation qui voit les deux derniers disputer un barrage de promotion-relégation face aux 5e et 6e de II. Osztályú Bajnokság, la deuxième division hongroise, les 4 premiers étant automatiquement promus pour faire passer le championnat de 12 à 16 équipes.
C'est le club du Ferencváros TC qui remporte le championnat cette saison, après avoir terminé en tête de la poule finale, avec un seul point d'avance sur un duo composé de l'Újpest FC et du Debrecen VSC. C'est le 28e titre de champion de Hongrie de l'histoire du club, qui réussit même le doublé en battant le Budapest Honvéd FC en finale de la Coupe de Hongrie.
Le tenant du titre, le MTK Hungaria FC, ne termine qu'à la 6e place du classement, la dernière de la poule pour le titre.

## Les 12 clubs participants
| - BFC Siófok - Ferencváros TC - Szombathelyi Haladás - Promu de II. Osztályú Bajnokság - Újpest TE - Békéscsaba 1912 Előre SE - Debrecen VSC | - Videoton FC Fehérvár - Zalaegerszeg TE FC - Győri ETO FC - MTK Budapest FC - MATÁV SC Sopron - Pécsi Mecsek FC - Promu de II. Osztályú Bajnokság |

## Compétition
Le barème utilisé pour établir le classement est le suivant :
- Victoire : 3 points
- Match nul : 1 point
- Défaite : 0 point

### Première phase
| Rang | Équipe                   | Pts | J  | G  | N | P  | Bp | Bc | Diff |
| ---- | ------------------------ | --- | -- | -- | - | -- | -- | -- | ---- |
| 1    | Ferencváros TC           | 44  | 22 | 12 | 8 | 2  | 29 | 15 | +14  |
| 2    | BFC Siófok               | 41  | 22 | 12 | 5 | 5  | 24 | 11 | +13  |
| 3    | Debrecen VSC             | 39  | 22 | 11 | 6 | 5  | 34 | 17 | +17  |
| 4    | MTK Hungária FC (T)      | 38  | 22 | 10 | 8 | 4  | 35 | 21 | +14  |
| 5    | Újpest FC                | 35  | 22 | 9  | 8 | 5  | 32 | 22 | +10  |
| 6    | FC Sopron                | 31  | 22 | 8  | 7 | 7  | 35 | 28 | +7   |
| 7    | Pécsi Mecsek FC (P)      | 27  | 22 | 6  | 9 | 7  | 19 | 21 | -2   |
| 8    | Videoton SC              | 23  | 22 | 5  | 8 | 9  | 27 | 37 | -10  |
| 9    | Zalaegerszeg TE FC       | 20  | 22 | 5  | 5 | 12 | 24 | 35 | -11  |
| 10   | Győri ETO FC             | 20  | 22 | 5  | 5 | 12 | 23 | 38 | -15  |
| 11   | Békéscsaba 1912 Előre SE | 19  | 22 | 4  | 7 | 11 | 23 | 34 | -11  |
| 12   | Szombathelyi Haladás (P) | 17  | 22 | 3  | 8 | 11 | 12 | 38 | -26  |

|  | Qualification pour la poule pour le titre               |
|  | Participation à la poule de relégation                  |
|  | (T) Tenant du titre (P) Promu de II. Osztályú Bajnokság |

### Deuxième phase

#### Poule pour le titre
| Rang | Équipe              | Pts | J  | G  | N  | P  | Bp | Bc | Diff |
| ---- | ------------------- | --- | -- | -- | -- | -- | -- | -- | ---- |
| 1    | Ferencváros TC (C)  | 57  | 32 | 16 | 9  | 7  | 44 | 30 | +14  |
| 2    | Újpest FC           | 56  | 32 | 15 | 11 | 6  | 48 | 29 | +19  |
| 3    | Debrecen VSC        | 56  | 32 | 16 | 8  | 8  | 51 | 32 | +19  |
| 4    | BFC Siófok          | 50  | 32 | 14 | 8  | 10 | 34 | 24 | +10  |
| 5    | FC Sopron           | 48  | 32 | 13 | 9  | 10 | 53 | 42 | +11  |
| 6    | MTK Hungária FC (T) | 44  | 32 | 11 | 11 | 10 | 42 | 40 | +2   |

|  | Qualification pour la Ligue des champions 2004-2005                                              |
|  | Qualification pour la Coupe UEFA 2004-2005                                                       |
|  | Qualification pour la Coupe Intertoto 2004                                                       |
|  | (T) Tenant du titre (C) : Vainqueur de la Coupe de Hongrie (P) : Promu de II. Osztályú Bajnokság |

#### Poule de relégation
| Rang | Équipe                   | Pts | J  | G  | N  | P  | Bp | Bc | Diff |
| ---- | ------------------------ | --- | -- | -- | -- | -- | -- | -- | ---- |
| 1    | Pécsi Mecsek FC (P)      | 40  | 32 | 9  | 13 | 10 | 36 | 37 | -1   |
| 2    | Videoton SC              | 40  | 32 | 10 | 10 | 12 | 55 | 51 | +4   |
| 3    | Zalaegerszeg TE FC       | 39  | 32 | 11 | 6  | 15 | 45 | 47 | -2   |
| 4    | Győri ETO FC             | 36  | 32 | 10 | 6  | 16 | 36 | 54 | -18  |
| 5    | Békéscsaba 1912 Előre SE | 32  | 32 | 8  | 8  | 16 | 36 | 50 | -14  |
| 6    | Szombathelyi Haladás (P) | 23  | 32 | 4  | 11 | 17 | 19 | 63 | -44  |

|  | Participation au barrage de promotion-relégation |
|  | (P) : Promu de II. Osztályú Bajnokság            |

#### Barrage de promotion-relégation
| Équipe 1                      | Résultat | Équipe 2                      | Aller | Retour |
| ----------------------------- | -------- | ----------------------------- | ----- | ------ |
| Rákospalotai EAC (D2)         | 1 - 3    | Békéscsaba 1912 Előre SE (D1) | 0 - 1 | 1 - 2  |
| Nyíregyháza Spartacus FC (D2) | 1 - 2    | Szombathelyi Haladás (D1)     | 0 - 1 | 1 - 1  |

## Bilan de la saison
| Championnat de Hongrie de football 2003-2004           |                            |
| Champion                                               | Ferencváros TC (28e titre) |
| Coupes et trophées                                     |                            |
| Vainqueur de la Coupe de Hongrie 2003-2004             | Ferencváros TC             |
| Qualifications continentales                           |                            |
| Ligue des champions 2004-2005 2e tour de qualification | Ferencváros TC             |
| Coupe UEFA 2004-2005                                   | Újpest FC                  |
| Coupe UEFA 2004-2005                                   | Budapest Honvéd FC         |
| Coupe Intertoto 2004                                   | Videoton FC Fehérvár       |
| Coupe Intertoto 2004                                   | Győri ETO FC               |
| Promotions et relégations                              |                            |
| Promus en Nemzeti Bajnokság I                          | Budapest Honvéd FC         |
| Promus en Nemzeti Bajnokság I                          | Vasas SC                   |
| Promus en Nemzeti Bajnokság I                          | Diósgyőri VTK              |
| Promus en Nemzeti Bajnokság I                          | Kaposvári Rákóczi FC       |
| Relégués en II. Osztályú Bajnokság                     | Aucun                      |